# Vicus (római közigazgatás)
A vicus az ókori Római Birodalom közigazgatásában egy adott közigazgatási egységhez (pagus) tartozó település, jobbára falu, esetleg egy városkerület (regio) része, szomszédsági körzete. A saját piaccal és kultusszal rendelkező vicusok élén jellemzően a vicomagister állt. Róma korai történetének városfejlődésében fontos szerepet játszottak az ilyen szomszédsági körzetek (pl. Vicus Tuscus, Vicus Pallacinae); Augustus római császár i. e. 7-ben meghozott reformja értelmében Róma 14 regióból és 265 vicusból állt. A római vicusok száma I. Constantinus idejére elérte a 307-et.